# Будзіскі (Кольненський повіт)
Будзіскі (пол. Budziski) — село в Польщі, у гміні Стависьки Кольненського повіту Підляського воєводства. Населення — 65 осіб (2011).
У 1975-1998 роках село належало до Ломжинського воєводства.

## Демографія
Демографічна структура станом на 31 березня 2011 року:
|          | Загалом | Допрацездатний вік | Працездатний вік | Постпрацездатний вік |
| -------- | ------- | ------------------ | ---------------- | -------------------- |
| Чоловіки | 31      | 7                  | 21               | 3                    |
| Жінки    | 34      | 10                 | 18               | 6                    |
| Разом    | 65      | 17                 | 39               | 9                    |